# Starina (zbiornik wodny)
Starina – sztuczny zbiornik wodny we wschodniej Słowacji (powiat Snina kraju preszowskiego), w obrębie Parku Narodowego Połoniny. Powierzchnia zbiornika – 3,11 km², maksymalna głębokość – 46 m, objętość – 59,8 mln m³. Wysokość zapory – 50 m.
Zbiornik powstał w latach 1983–1988 po przegrodzeniu rzeki Cirochy zaporą ziemną, usytuowaną na 35 kilometrze jej biegu, koło wsi Jalová. Wodami zbiornika została zalana wieś Starina, wysiedlono również wsie Zvala, Ostorožnica, Smolník, Veľka Poľana, Ruské i Dara, leżące nad dopływami Cirochy.
Celami budowy zapory i zbiornika było zapewnienie zasobów wody pitnej dla miast wschodniej Słowacji, w szczególności dla Preszowa i Koszyc, obniżenie przepływów powodziowych w dolinie rzeki poniżej zapory oraz zapewnienie na tym odcinku przepływów minimalnych w okresach suchych. Ze względu na funkcję (retencja wody pitnej) zbiornik jest otoczony dwoma strefami ochrony higienicznej. Strefa I obejmuje misę zbiornika wraz z pasem o szerokości ok. 100 m wokół jego brzegów (łącznie 527 ha). Wstęp do niej jest zabroniony. Strefa II (12 045 ha nie licząc strefy I) obejmuje praktycznie całe dorzecze Cirochy powyżej zapory. M.in. nie wolno wjeżdżać samochodami. Zbiornik jest wyłączony z wszelkich form użytkowania publicznego (kąpiel, sporty wodne, wędkarstwo itp.).